# 上海孙中山行馆旧址
上海孙中山行馆旧址，位于上海市黄浦区淮海中路650弄3号（原宝昌路408号）。是孙中山先生在辛亥革命后至1913年3月期间在上海的行馆。

## 历史
清宣统三年（1911年），武昌、上海相继光复后，孙中山于是年十一月初六（12月25日）自海外抵上海，并在此为成立“主持对内对外大计”的政府，会见各省军政代表与中外人士。26、27两日，召开中国同盟会最高干部会议，并与各省代表，商讨组织临时政府问题。30日，召开同盟会本部临时会议，改订同盟会《暂行章程》，发表宣言，批评“革命军兴，革命党消”的言论。31日，与日本友人宫崎滔天商议借款事项。民国元年（1912年）元旦上午，由此启程赴南京宣誓就任中华民国临时大总统。同年4月17日，辞职回沪，在此出席欢迎会。民国2年（1913年）3月下旬，孙中山在日考察实业，闻宋教仁被害而回国。3月24日，抵沪亦居此楼。

## 建筑概貌
整幢建筑为3层花园住宅，坐北朝南，南面每层有8开间拱门式的结构长廊，均有里阳台。楼墙为深灰色砖，隔有暗红色砖，前院与左右为草坪。门墙围以竹篱，绕以绿叶丛和梧桐小树。1996年5月15日，被卢湾区人民政府公布为卢湾区文物保护单位。